# Вільям Альфред Фаулер
Вільям Альфред Фаулер (англ. William Alfred "Willie" Fowler; 9 серпня 1911, Пітсбург — 14 березня 1995, Пасадена) — американський фізик і астрофізик, один із засновників ядерної астрофізики, удостоєний 1983 року Нобелівської премії з фізики разом з С.Чандрасекаром за створення теорії утворення хімічних елементів.

## Життєпис
Народився 9 серпня 1911 у Пітсбурзі (штат Пенсільванія) в родині бухгалтера Джона Маклеода Фаулера й Дженні Саммерс (Вотсон) Фаулер. Коли Вільямові було 2 роки, родина переїхала до великого залізничного вузла Ліму (штат Огайо), де він на все життя полюбив паровози. 1929 року Фаулер вступив до університету штату Огайо й на другому курсі перейшов на спеціалізацію з прикладної фізики, яка щойно відкрилася. Фаулер закінчив університет 1933 року з відзнакою, на останньому курсі він виконав дипломну роботу «Фокусування електронних пучків». Після закінчення аспірантури в Каліфорнійському технологічному інституті, Фаулер 1936 року став доктором філософії у фізиці, захистивши дисертацію «Радіоактивні елементи з малою атомною масою». З того часу Фаулер — співробітник Келлогівської лабораторії, де 1970 року він став першим інститутським професором фізики. 1940 року Фаулер одружився з Ардієн Фой Олмстед, у них народилися дві дочки. Під час Другої світової війни Келлогівська лабораторія провадила військові дослідження, і Фаулер розробляв вибухові пристої, реактивні й торпедні гармати, а також атомну зброю.
З 1936 року працював у Каліфорнійському технологічному інституті (з 1946 року — професор, у 1963—1967 роках — президент), в 1954—1955 і 1961—1962 роках — у Кавендішській лабораторії Кембриджського університету (Велика Британія).

Помер Фаулер у Пасадені (штат Каліфорнія) 14 березня 1995.

## Наукові праці
Перші роботи Фаулера присвячено експериментальному вивченню ядерних реакцій з участю легких ядер (літій, берилій, бор, азот, фтор). У наступні роки (1947—1954) він досліджував реакції, що відбуваються в надрах зір і призводять до синтезу гелію з водню (протон-протонний цикл). Результати цих досить складних і трудомістких вимірювань, а також уточнення вмісту важких елементів у зоряній речовині дозволили побудувати кількісну модель генерації енергії в надрах Сонця.
У 1955—1957 роках Фаулер у співпраці з англійськими астрофізика Маргарет і Джеффрі Бербіджами та Фредом Хойлом («четвірка B2FH») створив теорію синтезу важких елементів. Було доведено, що синтез може відбуватися в результаті захоплення вільних нейтронів двома шляхами: під час так званих s- і r-процесів. 1960 року Фаулер запропонував механізм вибуху наднових. Ці грандіозні процеси збагачують міжзоряний простір важкими елементами, які потім входять до складу нових зірок і планет. 1962 року Фаулер спільно з Дж. Грінстейном і Ф. Хойлом виконав детальні розрахунки, які дозволили зрозуміти механізм утворення легких елементів (літію, берилію, бору, важкого ізотопу водню дейтерію) на ранніх етапах еволюції Сонячної системи. 1967 року проаналізував шляхи утворення цих елементів на ранніх стадіях розширення однорідного та ізотропного Всесвіту.
Низка публікацій Фаулера присвячена вивченню релятивістських ефектів у квазарах і нейтронних зорях.

## Відзнаки та вшанування
Роботи Фаулера з походження хімічних елементів і термоядерних джерел зоряної енергії, що складають основу сучасної ядерної астрофізики, відзначено численними преміями. 1965 року науковця нагороджено медаллю Барнарда Колумбійського університету, 1977 року — медаллю Еддінгтона Лондонського королівського товариства, 1979 року — медаллю Кетрін Брюс Тихоокеанського астрономічного товариства. 1970 року він отримав премію Боннера Американського фізичного товариства, 1976 року його було обрано президентом Американського фізичного товариства.
На честь науковця названо астероїд.